# Parafia św. Jadwigi Śląskiej w Rogoźniku
Parafia św. Jadwigi Śląskiej w Rogoźniku – rzymskokatolicka parafia, położona w dekanacie sączowskim, diecezji sosnowieckiej, metropolii częstochowskiej w Polsce. Utworzona 7 maja 1957 roku z parafii Siemonia. Obsługiwana jest przez księży diecezjalnych.

## Historia
Parafia została utworzona 7 maja 1957 roku. Erygował ją biskup częstochowski Zdzisław Goliński wydzielając ją w całości z parafii Siemonia. Początkowo nabożeństwa odbywały się w kapliczce wybudowanej w XVII wieku. W 1956 roku wikariusz terenowy, późniejszy proboszcz ks. Franciszek Jodłowski wraz z mieszkańcami postawił większą, drewnianą kaplicę, która spłonęła 10 grudnia 1987 roku. Obecny kościół wybudowano w latach 1984–1993, 6 czerwca 1993 został konsekrowany przez bp Adama Śmigielskiego.

## Proboszczowie
- ks. Franciszek Jodłowski: 1957–1981
- ks. Włodzimierz Torbus (dziekan dekanatu sączowskiego): 1981 – 2011
- ks. Mieczysław Raszewski: 2011 - nadal